# Waging am See
Waging am See, Waging a. See – gmina targowa w Niemczech, w kraju związkowym Bawaria, w rejencji Górna Bawaria, w regionie Südostoberbayern, w powiecie Traunstein, siedziba wspólnoty administracyjnej Waging am See. Leży około 10 km na północny wschód od Traunsteinu, nad jeziorami Waginger See i Tachinger See.

## Demografia
Dane o ludności z 31 grudnia 2008:
| Opis                                | Ogółem | Ogółem | Kobiety | Kobiety | Mężczyźni | Mężczyźni |
| ----------------------------------- | ------ | ------ | ------- | ------- | --------- | --------- |
| Jednostka                           | osób   | %      | osób    | %       | osób      | %         |
| Populacja                           | 6333   | 100    | 3238    | 51,13   | 3095      | 48,87     |
| Wiek przedprodukcyjny (0–17 lat)    | 1182   | 18,66  | 594     | 9,38    | 588       | 9,28      |
| Wiek produkcyjny (18–65 lat)        | 3900   | 61,58  | 1935    | 30,55   | 1965      | 31,03     |
| Wiek poprodukcyjny (powyżej 65 lat) | 1251   | 19,75  | 709     | 11,2    | 542       | 8,56      |

## Polityka
Wójtem gminy jest Herbert Häusl z FWG, wcześniej urząd ten obejmował Sepp Daxenberger, rada gminy składa się z 20 osób.
|      | CSU | Zieloni/BL | FWG | ödp/PFW | Razem |
| 2008 | 5   | 5          | 8   | 2       | 20    |
| 2002 | 6   | 7          | 6   | 1       | 20    |